# Monica Nera
Monica Nera ist eine autochthone Rotweinsorte der Insel Sardinien. Es wird vermutet, dass sie spanischen Ursprungs ist und dass die kalifornische Rebsorte Mission mit ihr verwandt oder gar identisch ist. Auf Sardinien wurde sie zuerst in der Gegend um Alghero angebaut. Später wurde sie wahrscheinlich von Mönchen (daher auch der Name, der sich von monaca = Mönche herleitet) auf der ganzen Insel verbreitet. Ihr Anbau ist mittlerweile auf der ganzen Insel empfohlen. Im Jahr 2016 wurden ca. 1.203 Hektar bestockter Rebfläche erhoben. Kleinere Anpflanzungen sind auch in Frankreich bekannt. Eine Spielart findet man auch in Tunesien.
Die mäßig wuchskräftige, spätreifende Sorte liefert gleichmäßig hohe Erträge. Der dunkelfarbige Wein ist von ordentlicher Qualität und sorgt in Verschnitten für einen runden und vollen Geschmack. Die Weine finden Eingang in den DOC-Weinen Mandrolisai, Cagliari und Monica di Sardegna.
Siehe auch den Artikel Weinbau in Italien.

## Synonyme
Folgende Synonyme sind für die Rebsorte bekannt: Gros Pascal, Jacobin Violet, Manzesu, Monaca, Monaca Nera, Monaka, Monica, Monica di Sardegna, Monica di Spagna, Monica Sarda, Monicle, Monika Nera, Monikka, Monique, Mora, Morillo, Munica, Munica Niedda, Nectarea, Niedda de Ispagna, Niedda Mora, Nieddera Manna, Osterreiches Habamonthe, Ostertraube Blaurot, Pansale Nero, Pansale Nieddu, Pansaleddu, Pascal Noir, Pascale Sardu, Pascali, Pascall, Pascansalo, Pascaou, Pascasalo, Paskal Chernyi, Paskal Noir, Passale, Pensale Nero, Plant Pascal, Primavis Noir, Rigalico, Uva Monaca.